# Lillåselet
Lillåselet är en sjö i Norsjö kommun i Västerbotten och ingår i Skellefteälvens huvudavrinningsområde. Sjön har en area på 0,0416 kvadratkilometer och ligger 223,3 meter över havet. Sjön avvattnas av vattendraget Karsbäcken.

## Delavrinningsområde
Lillåselet ingår i det delavrinningsområde (720522-169168) som SMHI kallar för Ovan Sillarbäcken. Medelhöjden är 233 meter över havet och ytan är 4,37 kvadratkilometer. Räknas de 28 avrinningsområdena uppströms in blir den ackumulerade arean 172,52 kvadratkilometer. Karsbäcken som avvattnar avrinningsområdet har biflödesordning 2, vilket innebär att vattnet flödar genom totalt 2 vattendrag innan det når havet efter 83 kilometer. Avrinningsområdet består mestadels av skog (73 procent). Avrinningsområdet har 0,03 kvadratkilometer vattenytor vilket ger det en sjöprocent på 0,7 procent.